# 曾夭
曾夭（？—？），姒姓，曾氏，名夭，鲁国季孙氏家臣。
前541年，鲁国司马叔孙豹出国参与诸侯盟会，司徒季武子却趁机发兵进攻莒国，占据了郓地，楚国方面要求晋国杀死叔孙豹，幸亏赵武的调解，叔孙豹才被赦免。
叔孙豹回国后，曾夭为季武子驾车去慰劳他。从早晨到中午，叔孙豹始终没有出来。曾夭对叔孙氏的家臣曾阜说：“从早晨一直等到中午，我们已经知道罪过了。鲁国是用互相忍让来治理国家的。在国外忍让，在国内不忍让，那又何必呢？”曾阜说：“主人几个月在外边，你们不过在这里等了一早上，有什么妨碍？商人想要赢利，还能讨厌喧闹吗？”叔孙豹最终还是出去见了季武子。